# (16561) Rawls
(16561) Rawls (1991 VP7) – planetoida z pasa głównego asteroid okrążająca Słońce w ciągu 5,03 lat w średniej odległości 2,93 j.a. Odkryta 3 listopada 1991 roku. Została nazwana na cześć amerykańskiego filozofa Johna Rawlsa.